# Complete Mess
Complete Mess è un singolo del gruppo musicale 5 Seconds of Summer, pubblicato il 3 marzo 2022 come primo estratto dal quinto album in studio 55SOS5